# 東周

東周

紀元前770年頃（建国時）の周の領土

東周（とうしゅう、[dʒoʊ]、拼音: Dōngzhōu、紀元前770年 - 紀元前256年）は、中国の歴史上の王朝。洛邑への遷都後の周朝の便宜的な呼称で、鎬京に首都を置いていた時代の周を西周と呼ぶ。東周の時代の始まりは「春秋時代」の開始でもある。
周は紀元前770年に、鎬京（現在の陝西省西安市）から洛邑（現在の河南省洛陽市）に遷都した。これが東周の始まりで、25人の王が即位し、515年間続いた。
申侯の乱により、西周12代王の幽王が亡くなると、諸侯らは元々の太子であった宜臼を王とした（平王）。即位して二年、鎬京は戦火により破壊され、犬戎が侵攻し略奪されていた。そのため洛邑に遷都した（平王東遷）。これ以後の周を「東周」と呼び、以前を西周と呼んだ。東周の前半期、二百数十年ほど、諸侯が覇を争った。この時代は歴史書春秋に因み「春秋時代」と呼ばれる。東周の後半期、二百数十年は、周の天子の権威が漸失された。この時代を戦国策に因み「戦国時代」と呼ぶ。
平王の東遷以後は、管轄する領域は大幅に減少し、一つの小国へと成り下がった。戦国時代には徐州相王で、魏の恵王と斉の威王が王号を自称した。続けて、大規模な諸侯が王号を唱えた。秦の恵文王や韓の宣恵王が、その後も燕の易王・宋の康王・中山の王サクが自称した。王号自称は周王の権威低下を表した。また、短期間ではあるが斉の湣王と秦の昭襄王はともに帝号を名乗っている。
襄王十七年（紀元前635年）には王子帯による反乱が発生したが、襄王は鎮圧することができず、春秋五覇の晋の文公に救いを求め、鎮圧した。襄王二十年（紀元前632年）、襄王は晋の文公によって河陽で践土の会盟を行った。
定王元年（紀元前606年）には、春秋五覇の楚の荘王が陸渾の戎を討伐した。そして周の九鼎の軽重を問うた。
赧王の時代には、東周の国勢は益々衰え、同時に内部での争いが絶えなかった。周は東周国と西周国に分かれていて、赧王は西周に遷都した。赧王八年（紀元前307年）、秦が両周の道を借りて韓を攻めようとしたが、周人は道を貸さなかった。赧王六十年（紀元前256年）には西周国が秦によって滅亡し、赧王も死した。これにより中国の王朝で最も長い790年続いた周王朝は滅亡した。七年後には、東周国も秦によって滅亡し、周王室の祭祀は完全に途絶えた。

## 歴史

### 西周の滅亡・東遷
幽王3年（紀元前780年）、美女の褒姒が入宮し、幽王の寵愛を得て、子の伯服を産んだ。幽王は正室の申后と子の太子宜臼を廃し、褒姒を正室としその子の伯服を太子とした。
褒姒は笑わなかったために、幽王は笑わせる方法を考えた。多数の方法を考えたが、成功しなかった。最終的に「烽火戯諸侯」という方法を考えた。ある日、幽王は緊急事態の知らせの烽火を上げさせ、太鼓を打ち鳴らした。諸将はさっそく駆けつけたが、来てみると何ごとも無い。右往左往する諸将を見た褒姒は、そのときはじめて晴れやかに笑った。幽王は褒姒を笑わせるために、次々に烽火を上げために、諸将は狼煙を信用しなくなった。
幽王は佞臣の虢石父を任用したため、国人の怨みを買った。虢石父はよくへつらって利を好んだ。申后の父で太子の祖父に当たる申侯はこのことに憤怒した。紀元前771年、申侯は繒や犬戎とともに周へ侵攻した。幽王は烽火を上げ救援を求めたが、諸侯は援軍を出さなかった。幽王や伯服・鄭の桓公らは驪山で殺された、褒姒は犬戎に連れ去られ、都の鎬京は荒された。申侯や魯侯、許の文公は平王（宜臼）を擁立し、天王と称した。鎬京から洛邑に東遷した。

### 中期
東周は、往時と比するべくもない程まで没落した。平王の孫である桓王は王権の再強化を図ったが、繻葛の戦い（前707年）で一諸侯に過ぎない鄭に敗れた事で諸侯に対する統制力を喪失した。
さらに、王室内で幾度も王位継承争いが発生したために周王室の力は弱体化し、洛邑（王城・成周）周辺のみを支配する小国となっていった。現代の湖北省随州市付近にあった曽の春秋時代の侯の墓に納められていた青銅器の銘文には、「周室既卑（しゅうしつすでにひくく）」と書かれている。それでも権威だけは保持しており、諸侯たちはその権威を利用して諸侯の間の主導権を握ろうとした（春秋五覇）。周王室側も覇者をはじめとする諸侯に対して、西周以来の伝統と権威を強調することで祭祀を主催する立場の維持を図った。
しかし、その権威も春秋時代後半からは低下していった。例えば春秋時代の秦の景公の墓の出土品の銘文では秦の君主を本来周王の称号であったはずの「天子」と称している。また孔子の登場以降、西周の時代を理想化した礼制の整備が儒家や諸侯によって行われていくが、それらに対して周王室は全く主導権を発揮しておらず、祭祀を主催する立場すら失っていた。
戦国時代に入ると、かつての覇者・晋や太公望の子孫である斉（姜斉)といった周王室と歴史的に結びつきが強い諸侯が滅び、周王の権威や存在意義はますます低下していった。魏の惠王は「夏王」・「天子」を称し、周王朝に取って代わる意思を示すほどであった。東周23代目の王顕王は秦に対して春秋時代に覇者に対して行っていた儀礼を行うことで、秦の保護を受けようとしたが、既に春秋時代に天子を称していた秦の恵文王は王を称し、後には七雄の諸侯のみならず小国の宋や北辺の中山国の君主までもが王を称するようになった。秦の昭襄王と田斉の湣王に至っては一時「西帝」「東帝」と帝号を称した。

### 滅亡
周王室の力は上述のように衰微し、影響力はわずかに王畿（現在の洛陽附近）に限定されていた。ただでさえ衰えていた周王室であるが、末期には貞定王の末子掲（桓公）を始祖とする西周公（武公）とそこから分裂した東周君（昭文君）の勢力によって分裂していた。周王朝最後の王である赧王は西周の武公を頼って西周（河南）に遷都し、元の成周は東周君が支配した。周王室の領土は東西に分裂し、狭い範囲で互いに争い合う有様であった。
赧王の在位は59年に及んだが紀元前256年、西周は諸侯と通じて韓と交戦中の秦軍を妨害したため秦の将軍摎の攻撃を受けた。西周の文公（武公の子）は秦へおもむき謝罪しその領土を秦に献上した。このため赧王は秦の保護下に入ったがまもなく崩御し、程なくして西周の文公も死去した。西周の文公が死去すると、その民は堰を切ったように東周へ逃亡し、秦は九鼎と周王室の宝物を接収し、文公の子を移した。こうして、秦が王畿を占拠したことで、西周と周王室本家は滅亡することとなった。
その後も昭文君の東周は7年間存続したが、紀元前249年、秦の呂不韋によって攻め滅ぼされた。『史記』の秦本紀では昭文君は殺されたと伝えられているが、東周君に土地を与えて周の祭祀を続けさせたとも書かれており、この場合昭文君の子が封じられたと考えられる。
この時点で、周朝の諸侯国は秦・楚・斉・燕・趙・韓・魏・越・衛・魯のみが生き残っていた。紀元前236年の鄴の戦いを皮切りに、秦は本格的に統一戦争を開始した。紀元前230年には韓を滅ぼした。紀元前228年に趙、紀元前225年に魏、紀元前223年に楚、紀元前222年に燕と越、紀元前221年に斉を滅ぼし、中華統一を成し遂げた。
秦の始皇帝の死後、すなわち楚漢戦争期には、各地で戦国諸侯の王族が再び擁立されたが、周の末裔を擁立して周王室を復興しようという動きはなかった。
前漢の武帝以降、儒学が尊重されるようになると、周王室の子孫も尊重されるようになり、姫嘉という人物が周子南君に封じられた。姫嘉の子孫は元帝の時代には周承休侯へ昇格され、平帝の時には鄭公に、後漢の光武帝の時代には衛公に封じられている。

## 春秋戦国時代

### 春秋時代
春秋時代の名の由来は、孔子が編纂した歴史書《春秋》に因む。
春秋の記述の始まりは、周平王五十年（紀元前722年）である。周敬王四十三年（紀元前477年）或いは四十四年（紀元前476年）に記述は終わる。然し、歴史学者らは春秋時代の終わりは晋の智氏の趙氏・魏氏・韓氏による滅亡（紀元前453年）や、三家分晋（紀元前403年）としている。原因是即使到三家分晋，除秦・楚・斉等國外，還有其他大小王國。
春秋時代には周王は政治の実権は握っていなかったが、依然として精神面の中心であり、諸侯は王に次ぐ2番目の地位たる覇者となろうとしていた。

### 戦国時代

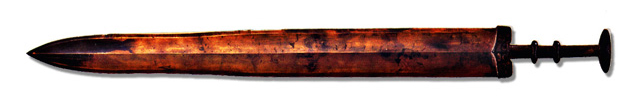
春秋戦国時代の古剣

三家分晋によって、春秋時代は結束した。斉を秦が滅ぼし、中華統一する紀元前221年までの時代を、一般的に戦国時代と呼ばれる。戦国時代の名の由来は歴史書・戦国策である。
春秋時代に対して戦国時代は、諸侯自らがそれぞれ「王」を称して争うようになり、残っていた周王の権威は殆ど無くなった。
東周王朝は戦国時代後期（紀元前256年）に秦によって滅亡した。その後も45年間、戦国時代が続いているため、必ずしも戦国時代と東周の代が同じというわけではない。

### 時代区分
春秋時代の終わり・戦国時代の始まりについては諸説ある。晋の家臣であった韓・魏・趙の三国が正式に諸侯として認められた紀元前403年とする説、紀元前453年に韓・魏・趙が智氏を滅ぼして独立諸侯としての実質を得た時点を採る『資治通鑑』説の2つが主流である。この他に、『春秋』は魯哀公十四年（紀元前481年）に「獲麟」（麒麟を獲た）の記述で終了するので、これをもって春秋時代の終わりとする説、『史記』の『六国年表』が始まる紀元前476年とする説などがある。主要な7説を列挙すると、
1. 紀元前481年（周の敬王39年）
  - 呂祖謙の《大事記》の記述が始まった年。また、《春秋》の記述が終わった年[注 5]。
2. 紀元前476年（周の敬王44年[注 6]）
  - 史記の『六国年表』の記載が始まった年[51]。
3. 紀元前475年（周の元王元年[注 7]）
  - 前年に周の敬王が在位44年で死去し、周の元王元年を戦国時代の始めとする[52]。
4. 紀元前468年（周の貞定王元年）
  - 林春溥の《戦国編年》、黄式三の《周季編略》、楊寛の《戦国史料編年輯証》の記載が始まった年。また、《春秋左氏伝》の記述が終わった年。
5. 紀元前453年（周の貞定王16年）
  - 晋の趙氏・魏氏・韓氏が晋陽の戦いで智氏を滅ぼし[49]、戦国七雄の大枠が構成された年。
6. 紀元前441年（周の哀王元年）
  - 朔雪寒が《孫子兵法論正》で提言した説[53]。
7. 紀元前403年（周の威烈王23年）
  - 三晋が周により正式に諸侯に認められた年。一般的にはこの年からを戦国時代とする。

## 歴代君主

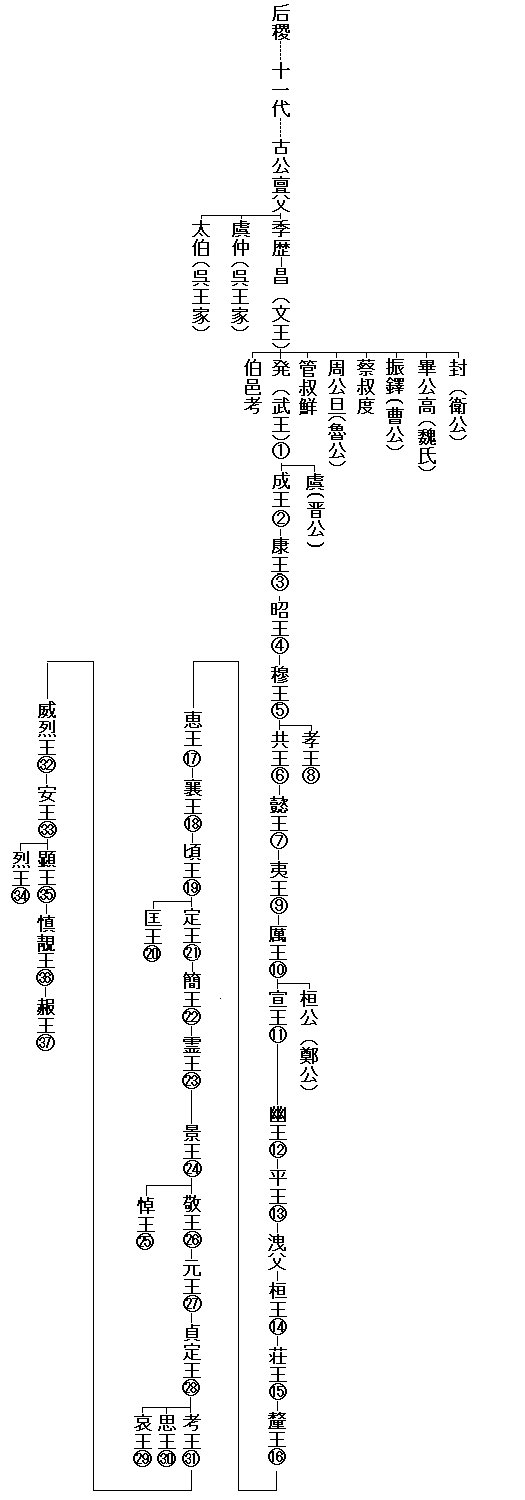
周王室の系図（西周含む）

| 代 | 氏名   | 在職期間          |
| -- | ------ | ----------------- |
| 1  | 平王   | 前770年 - 前720年 |
| 2  | 桓王   | 前719年 - 前697年 |
| ３ | 荘王   | 前696年 - 前682年 |
| 4  | 釐王   | 前681年 - 前677年 |
| 5  | 恵王   | 前676年 - 前652年 |
| ー | 弭叔頽 | 前675年 - 前673年 |
| 6  | 襄王   | 前651年 - 前619年 |
| 7  | 頃王   | 前618年 - 前613年 |
| 8  | 匡王   | 前612年 - 前607年 |
| 9  | 定王   | 前606年 - 前586年 |
| 10 | 簡王   | 前585年 - 前572年 |
| 11 | 霊王   | 前571年 - 前545年 |
| 12 | 景王   | 前544年 - 前520年 |
| 13 | 悼王   | 前520年           |
| 14 | 敬王   | 前519年 - 前477年 |
| 15 | 元王   | 前476年 - 前469年 |
| 16 | 貞定王 | 前468年 - 前441年 |
| 17 | 哀王   | 前441年           |
| 18 | 思王   | 前441年           |
| 19 | 考王   | 前440年 - 前426年 |
| 20 | 威烈王 | 前425年 - 前402年 |
| 21 | 安王   | 前401年 - 前376年 |
| 22 | 烈王   | 前375年 - 前369年 |
| 23 | 顕王   | 前368年 - 前321年 |
| 24 | 慎靚王 | 前320年 - 前315年 |
| 25 | 赧王   | 前314年 - 前256年 |

## 主要な国家

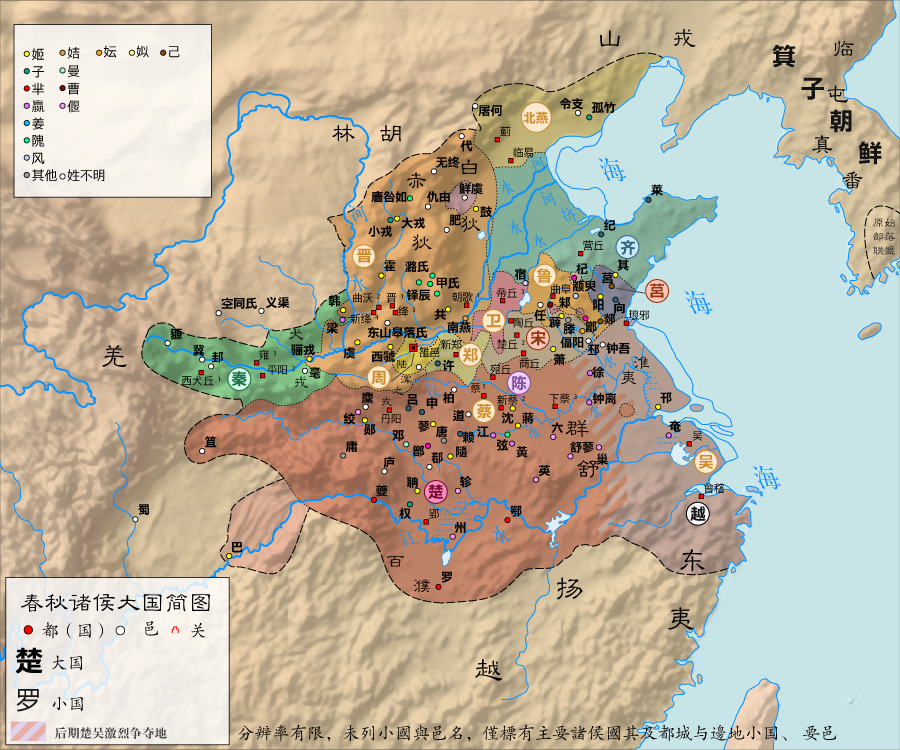
春秋時代の諸侯の勢力図

| 国           | 姓氏               | 領域                                                                                            | 国都                                       | 爵位 | 存在年                   | 初代君主                          | 最後の君主                          | 滅国者      |
| 戦国七雄     | 戦国七雄           | 戦国七雄                                                                                        | 戦国七雄                                   | 戦国七雄                                                                                                | 戦国七雄                 | 戦国七雄                          | 戦国七雄                            | 戦国七雄    |
| ------------ | ------------------ | ----------------------------------------------------------------------------------------------- | ------------------------------------------ | --- | ------------------------ | --------------------------------- | ----------------------------------- | ----------- |
| 秦           | 嬴姓趙氏           | 陝西省中南部、甘粛省東部、四川省、重慶市、河南省西部、湖北省西部など。前221年に中華を統一した。 | 秦邑・汧邑・汧渭の会・平陽・雍・櫟陽・咸陽 | 仲→伯（前770年受封）→王（前325年自称）→帝（前288年に西帝自称）→王（復称）→皇帝（前221年全国統一後改称） | 前770年 - 前206年        | 襄公（紀元前777年 - 紀元前766年） | 秦王政（紀元前246年 - 紀元前221年） | 西楚、漢    |
| 燕           | 姞姓               | 遼寧省南部、北京市、天津市、河北省北部                                                          | 薊（副都:下都）                            | 侯→王（前323年自称）                                                                                    | 前1046年 - 前221年       | 燕侯克（召公奭）                  | 燕王喜（紀元前254年 - 紀元前222年） | 秦 燕の滅亡 |
| 楚           | 羋姓熊氏           | 湖北省、湖南省北部、安徽省西部、江西省西部、河南省南部、江蘇省、浙江省                          | 丹陽・郢・陳・寿春                         | 子→王（前704年自称）                                                                                    | 殷代 - 前223年           | 鬻熊                              | 負芻（紀元前227年 - 紀元前223年）   | 秦 楚の滅亡 |
| 趙           | 嬴姓趙氏           | 河北省西部、山西省北部、内モンゴル自治区南部                                                    | 邯鄲                                       | 侯→王（前296年自称）                                                                                    | 前403年 - 前228年        | 列侯（紀元前408年 - 紀元前400年） | 幽繆王（紀元前235年 - 紀元前228年） | 秦 趙の滅亡 |
| 魏           | 姫姓魏氏           | 山西省南部、河南省北部、陝西省東部、河北省の一部                                                | 安邑・大梁                                 | 侯→王（前344年自称）                                                                                    | 前403年 - 前225年        | 文侯（紀元前445年 - 紀元前396年） | 王假（紀元前227年 - 紀元前225年）   | 秦 魏の滅亡 |
| 韓           | 姫姓韓氏           | 河南省                                                                                          | 陽翟・新鄭                                 | 侯→王（前324年自称）                                                                                    | 前403年 - 前230年        | 景侯（紀元前408年 - 紀元前400年） | 王安（紀元前238年 - 紀元前230年）   | 秦 韓の滅亡 |
| 斉（田斉）   | 嬀姓田氏           | 山東省東部、河北省南部                                                                          | 臨淄                                       | 侯→王（前334年自称）→帝→王                                                                              | 前386年 - 前221年        | 太公（紀元前386年 - 紀元前385年） | 王建（紀元前265年 - 紀元前221年）   | 秦 斉の滅亡 |
| その他諸侯国 |                    |                                                                                                 |                                            | |                          |                                   |                                     |             |
| 国           | 姓氏               | 領域                                                                                            | 爵位                                       | 存在年                                                                                                  | 滅国者                   |                                   |                                     |             |
| 斉（姜斉）   | 姜姓呂氏           | 山東省東部、河北省南部                                                                          | 侯                                         | 前1046年 - 前379年                                                                                      | 田斉                     |                                   |                                     |             |
| 魯           | 姫姓魯氏           | 山東省曲阜市                                                                                    | 侯                                         | 前1046年 - 前256年                                                                                      | 楚                       |                                   |                                     |             |
| 衛           | 姫姓衛氏           | 河南省淇県、濮陽市                                                                              | 侯→君（前330年改称）                       | 前1040年 - 前209年                                                                                      | 秦                       |                                   |                                     |             |
| 宋           | 子姓宋氏、子姓戴氏 | 河南省商丘市、通許県                                                                            | 公→王（前323年自称）                       | 前1040年 - 前286年                                                                                      | 田斉、魏、楚（宋の滅亡） |                                   |                                     |             |
| 晋           | 姫姓               | 山西省、河南省北部、陝西省東部、河北省東部                                                      | 侯                                         | 前1033年 - 前349年                                                                                      | 韓、趙、魏               |                                   |                                     |             |
| 越           | 姒姓               | 浙江省の中心、山東省南部、福建省北部                                                            | 子→王（自称）                              | 前2032年 - 前222年                                                                                      | 秦                       |                                   |                                     |             |
| 鄭           | 姫姓鄭氏           | 河南省新鄭市                                                                                    | 伯                                         | 前806年 - 前375年                                                                                       | 韓                       |                                   |                                     |             |
| 中山         | 姫姓               | 河北省中部、太行山の東の麓                                                                      | 侯                                         | 前507年 - 前406年                                                                                       | 魏                       |                                   |                                     |             |
| 中山         | 姫姓               | 河北省中部、太行山の東の麓                                                                      | 侯→王（前323年自称）                       | 前380年頃 - 前296年                                                                                     | 趙                       |                                   |                                     |             |
| 蜀           |                    | 四川省中部                                                                                      | 周の冊封を受けていない為無爵位             | ？ - 前316年                                                                                            | 秦                       |                                   |                                     |             |
| 巴           | 姫姓               | 重慶市、四川省東部                                                                              | 子                                         | ？ - 前316年                                                                                            | 秦                       |                                   |                                     |             |
| 陳           | 嬀姓               | 宛丘                                                                                            |                                            | 前1046年 - 前478年                                                                                      | 楚                       |                                   |                                     |             |
| 蔡           | 姫姓蔡氏           | 上蔡→新蔡→下蔡                                                                                  |                                            | 前1046年 - 前447年                                                                                      | 楚                       |                                   |                                     |             |
| 曹           | 姫姓               | 陶丘                                                                                            |                                            | 前1046年 - 前487年                                                                                      | 宋                       |                                   |                                     |             |

## 関連する作品
- 明末の小説《東周列国志》